# Chlaenius nemoralis
Chlaenius nemoralis är en skalbaggsart som beskrevs av Thomas Say. Chlaenius nemoralis ingår i släktet Chlaenius och familjen jordlöpare. Inga underarter finns listade i Catalogue of Life.